# Probabilità di transizione
In teoria delle probabilità la probabilità di transizione di un processo aleatorio indica la probabilità del processo di passare ad un certo stato. Più precisamente, per una famiglia di variabili aleatorie (indicanti gli stati) St indicizzate dal tempo t, la probabilità di transizione da {xτ}τ<t a xt è la probabilità condizionata
{\displaystyle P(S_{t}=x_{t}|\forall \tau <tS_{\tau }=x_{\tau })}
Quando il processo aleatorio è discreto nel tempo, ovvero può essere indicizzato da numeri interi, la probabilità di transizione è definita da
{\displaystyle P{\big (}S_{n}=x_{n}|(S_{n-1},S_{n-2},...)=(x_{n-1},x_{n-2},...){\big )}}
Se la probabilità di transizione dipende solo dallo stato precedente, cioè se è della forma
{\displaystyle P(S_{n}=x|S_{n-1}=y)}
allora il processo è detto di Markov.
Il processo di Markov è omogeneo quando questa probabilità non dipende dal tempo, ovvero se
{\displaystyle P(S_{n}=x|S_{n-1}=y)\ =\ P(S_{m}=x|S_{m-1}=y)}
Quando il processo di Markov è a stati discreti (catena di Markov) finiti, ovvero quando le Sn possono assumere solo un numero finito di valori (stati), le probabilità di transizione da Sn-1 a Sn possono essere raccolte in una matrice A, detta di transizione: nella riga i e colonna j viene indicata la probabilità di passare dallo stato i allo stato j.
Se inoltre la catena di Markov è omogenea, quindi, le probabilità di transizione dopo k passi sono espresse dalla matrice di transizione Ak